# Hemidactylus brasilianus
Espèce
Synonymes
- Briba brasiliana Amaral, 1935

Hemidactylus brasilianus est une espèce de geckos de la famille des Gekkonidae.

## Répartition
Cette espèce est endémique du Brésil. Elle se rencontre au Minas Gerais, au Bahia, au Pernambouc et au Ceará.

## Description
Ce gecko est insectivore.

## Publication originale
- Amaral, 1935 : Um novo genero e duas novas especies de Geckonideos e uma nova raça de Amphisbaenideo, procedentes do Brasil Central. Memórias do Instituto Butantan, vol. 9, p. 253-256.